# Vodka Lemon
Vodka Lemon är en film skapad av den kurdiska regissören Hiner Saleem som utspelar sig i Armenien och handlar om kurder.

## Skådespelare
1. Romen Avinian
2. Lala Sarkissian
3. Ivan Franek
4. Ruzan Mesropyan
5. Zahal Karielachvili
6. Armen Marutyan
7. Astrik Avaguian